# NGC 7184
NGC 7184 هي مجرة تتبع كوكبة الدلو. اكتشفها ويليام هيرشل في 28 أكتوبر 1783.

## روابط خارجية
- NGC 7184 على موقع ويكي سكاي: DSS2, SDSS, GALEX, IRAS, Hydrogen α, X-Ray, Astrophoto, Sky Map, Articles and images